# Distretto di Nellore
Nellore è un distretto dell'India di 2 659 661 abitanti. Capoluogo del distretto è Nellore.

## Amministrazioni
Il distretto è suddiviso in 46 comuni (detti in telugu mandal) a loro volta raggruppati in tre divisioni tributarie: Kavali (che raggruppa 19 comuni), Nellore (11 comuni) e Gudur (16 comuni). Dei 46 comuni, 3 sono classificati come municipalità (municipality) e precisamente Nellore (il capoluogo), Chejarla e Kavali.
- Divisione tributaria di Kavali: Alluru (16), Atmakur (19), Bogolu (11), Buchireddipalem (17), Dagadarthi (15), Duthalur (4), Jaladanki (10), Kaligiri (7), Kavali (9), Kodavalur (13), Kondapuram (8), Kovuru (12), Marripadu (5), Sangam (18), Seetharamapuram (1), Udayagiri (2), Varikuntapadu (3), Vidavalur (14), Vinjamur (6).

- Divisione tributaria di Nellore: A. S. Peta (20), Ananthasagaram (21), Chejarla (28), Indukurpeta (22), Kaluvoya (29), Muthukur (26), Nellore (24), Podalakur (27), Rapur (30), T. P. Gudur (23), Venkatachalam (25).

- Divisione tributaria di Gudur: Balayapalli (45), Chillakur (34), Chittamur (37), D. V. Satram (42), Dakkili (46), Gudur (32), Kota (36), Manubolu (33), Naidupeta (38), Ozili (40), Pellakur (39), Sullurpeta (41), Sydapuram (31), Tada (43), Vakadu (35), Venkatagiri (44).[1]